# Alliant Techsystems
Alliant Techsystems Inc., (NYSE: ATK), var en amerikansk vapentillverkare som utvecklade och tillverkade allt från ammunition, rymdraketer, vapensystem, satelliter, automatkanoner, stridsdelar, lätta strids– och flygplan, granater, handeldvapen, jetmotorer och olika varianter av missiler och robotar.
Bolaget bildades 1990 när konglomeratet Honeywell International, Inc. valde att avknoppa sin försvarsgren för att ge maximal utdelning för sina aktieägare med två separata bolag som satsar på sina kärnverksamheter.
Den 29 april 2014, tillkännagav ATK att man avsåg att fusionera sin försvarsgren med Orbital Sciences Corporation.